# Sakramentshaus Hohkeppel
Das Sakramentshaus Hohkeppel ist denkmalgeschützt; es steht in Hohkeppel, einer Gemeinde in Lindlar im Oberbergischen Kreis (Nordrhein-Westfalen).
Das Sakramentshaus steht an der östlichen Friedhofsmauer. Über einem quadratischen Sockel erhebt sich ein durch eine Bügelkrone ausgezeichneter offener Tabernakel aus Sandstein. Er wurde 1722 errichtet und bei Prozessionen genutzt.